# 양치질

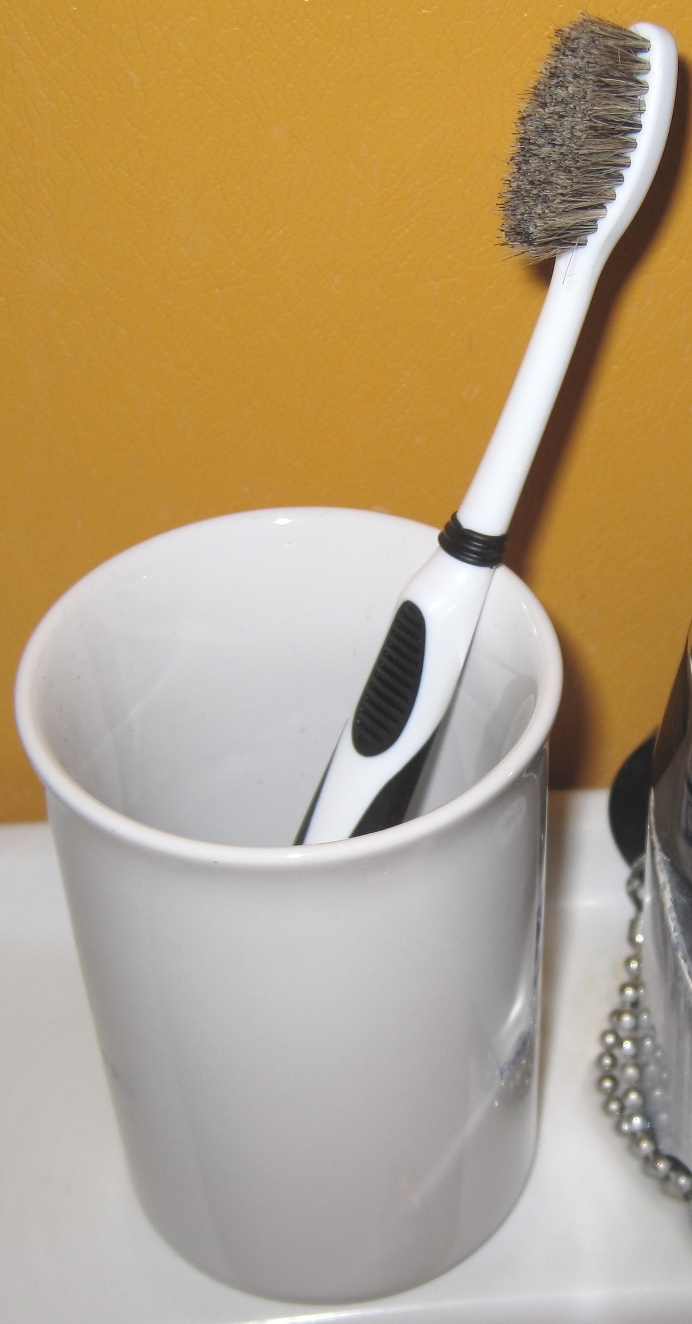
양치를 할 때 사용되는 준비물인 칫솔

양치질 또는 이 닦기는 치약이나 소금 따위로 이를 닦아낸 뒤 물로 입 안을 가셔 내는 일을 말한다. 간단히 양치로 줄여서 말하기도 하며 한자를 빌려 ‘養齒’로 적기도 한다. 칫솔로 이를 닦는 행위는 칫솔질(齒―)로 부른다.
충치와 입냄새를 예방하기 위해 보통 양치질을 하고 실제로도 예방이 된다.
현대의 양치질이 일반적인 관습으로 자리잡힌 것은 17세기 말부터 유럽에서 비롯한다. 대량 생산되는 칫솔은 1780년 잉글랜드에서 개발되었다. 미국에서는 칫솔이 19세기 말에 이용이 가능했지만, 병역 기간 동안 미합중국의 병사들이 양치질을 지속했던 제2차 세계대전 이후까지 널리 보편화되지는 않았다.

## 방법
- 회전법(roll technique)

칫솔의 강모가 치아 장축에 평행하되, 강모단이 치근단부에 위치할 정도로 칫솔을 깊이 넣고, 강모 측면으로 치은에 압력을 가하며, 교합면을 향하여 칫솔을 이동시키다가, 강모 단면이 치경부에 이르면 칫솔의 이동을 중지시키고, 칫솔대를 축으로 하여 교합면을 향하여 칫솔을 회전시키며, 치아의 협설면을 닦는 방법이다. 이 방법은 치아 표면을 철처히 닦을 수 있고, 치은을 충분히 마사지 할 수도 있는 방법인 동시에 비교적 교습시키기가 용이하고 실천성도 높은 방법이라는 점에서 한국구강보건협회에 의하여 국민대중에게 권장되고 있다.
- 스틸맨법(Stillman's technique)

칫솔의 강모단면이 치근단을 향하고, 강모와 치아 장축이 약 45도가 되며, 강모단이 치경부에 위치하도록 칫솔을 치아의 협면이나 설면에 대고, 치면을 향하여 약간의 압력을 가하며, 칫솔을 전후로 빨리 진동시키면서, 치아표면을 닦는 방법이다. 특히 강모단이 치간으로 들어가 인접면을 잘 닦아주고, 치은을 효과적으로 마사지할 수 있다는 점에서 좋은 방법으로 알려져 있으나 교습시키기가 어려워 실천성이 낮다고 인정되고 있다. 이 방법에 충분히 익숙하지 못할 경우에는 오히려 치은에 손상을 줄 위험성이 있고, 치간의 음식물찌꺼기가 충분히 제거되지 않는다고 알려져 있다.
- 챠터스법(Charter's technique)

강모 단면이 교합면을 향하고, 강모와 치아 장축이 약 45도가 되며, 강모단이 치경부 법랑질과 치은조직에 접촉되도록 칫솔을 대고 치간을 향하여 압력을 가하며, 전후로 칫솔을 부드럽게 진동시키며, 강모단을 치간에 넣어 치간 인접면을 닦는 방법이다. 치간 인접면을 잘 닦을 수 있어 인접면 우식증의 발생을 예방하는 좋은 방법인 동시에 치간의 치은조직을 적절히 마사지하는 방법으로 알려져 있다. 그러나 이 방법도 충분히 익숙하지 못한 사람에게는 오히려 치은에 손상을 줄 위험성이 따른다.
- 바스법(Bass technique)

Charles C. Bass(1875-1975)에 의해 창시된 방법으로 치아와 잇몸의 경계부인 치은열구(Gingival Sulcus)의 관리에 집중을 한 칫솔질 방법으로 잇몸질환을 예방하기 위한 적절한 방법으로 교육되었다. 칫솔모는 45도 각도로 잇몸을 향하게 하고 2-3개의 치아를 앞뒤로 짧게 움직이며 닦는다. 변형된 바스법은 이러한 전후방의 짧은 움직임 후에 칫솔모를 잇몸에서 씹는면쪽으로 쓸어올리는 동작을 추가한다. 
- SOOD법(SOOD technique)

기술과 재료의 발달에도 불구하고 칫솔질 방법에는 수십년간 발전이 없었다. 그러한 이유로 2000년대 초반 대한민국에서 발표된 SOOD법은 예방치과 영역에서 큰 의미를 가진다. SOOD법은 칫솔을 움켜쥐지 말고 연필잡듯이 잡아야한다는 것에서 시작한다. 칫솔모는 잇몸을 향해 45도 각도로 위치시킨후 치아를 하나씩 닦는다. 아주 작은 원을 그리듯이 움직이며 손목의 힘이 아닌 칫솔모의 탄성으로 세균막을 제거한다. SOOD는 다음과 같은 의미를 가진다. S:부드러운 칫솔로 부드럽게 움직여 세균막(biofilm)을 제거한다 O:입을 벌리고 닦는 치아를 거울로 보면서 닦아야 한다 O:치아는 문지르지 말고 한 개씩 닦아야한다 D:잇몸을 닦는다는 느낌으로 칫솔모를 잇몸쪽으로 깊이 넣어야한다. 치위생(학)과 대학교수연수회 등을 거쳐 대학교육과정에 도입해 적용중이며 대학교재(임상치위생학실습 청구문화사 2nd edition) 등에 수록되었다

## 횟수
예전에는 "하루 3번 / 식후 3분 / 양치 3분"이라는 이야기를 했지만, 지금은 2회이상이면 충분하다고 한다. 영국 치위생사 협회(The British Society of Dental Hygiene and Therapy)에서는 하루 2번, 2분 동안 양치질을 권장한다.
아침 먹기전에 양치질을 하고, 저녁에 자기전에 하라고 권한다. 점심 양치질을 권하지 않지만, 점심에도 양치질을 하고 싶다면 최소 40분은 기다린 후 양치질을 하라고 한다. 이것은 양치질로 인해 치아가 마모되는 것을 막기 위함이다.

## 같이 보기
- 칫솔, 치약